# Cremallera de Núria
El Cremallera de Núria és una línia ferroviària de tren cremallera que connecta Ribes de Freser amb Queralbs i la Vall de Núria, a la comarca catalana del Ripollès.
Aquest tren cremallera i el cremallera de Montserrat són les úniques línies ferroviàries d'aquest tipus a Catalunya, i les úniques que resten en servei al conjunt de la península Ibèrica. És 1 dels 2 trens cremallera dels Pirineus, ja que l'altre és el tren de Larrun, situat als Pirineus Atlàntics. La línia s'enfila fins als 1964 metres d'altitud, suposa el punt ferroviari més elevat a Catalunya i als Pirineus; i és la 14a línia de ferrocarril de més altitud a Europa i la més alta fora els Alps.
Com que Queralbs és el punt més alt de la vall amb accés per carretera, el cremallera és l'única via per arribar al Santuari de Núria i a l'estació d'esquí Vall de Núria, a part del camí de muntanya. El cremallera de Núria s'ha convertit en una de les icones característiques de la Vall i de la comarca del Ripollès. A la parada de Ribes-Vila es pot veure l'exposició permanent El Cremallera, un Enginy Únic.
El trajecte té quatre estacions i un baixador. Les estacions són Ribes-Enllaç, Ribes-Vila, Queralbs i Núria. El baixador és Rialb, tot i que funciona com a parada facultativa, i està situat entre Ribes de Freser i Queralbs.

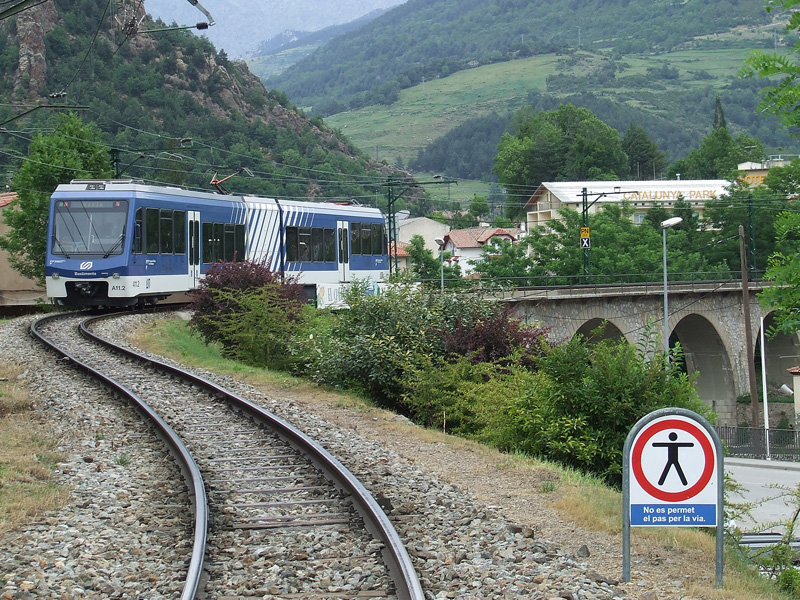
Pont sobre el riu Freser a l'inici del traçat

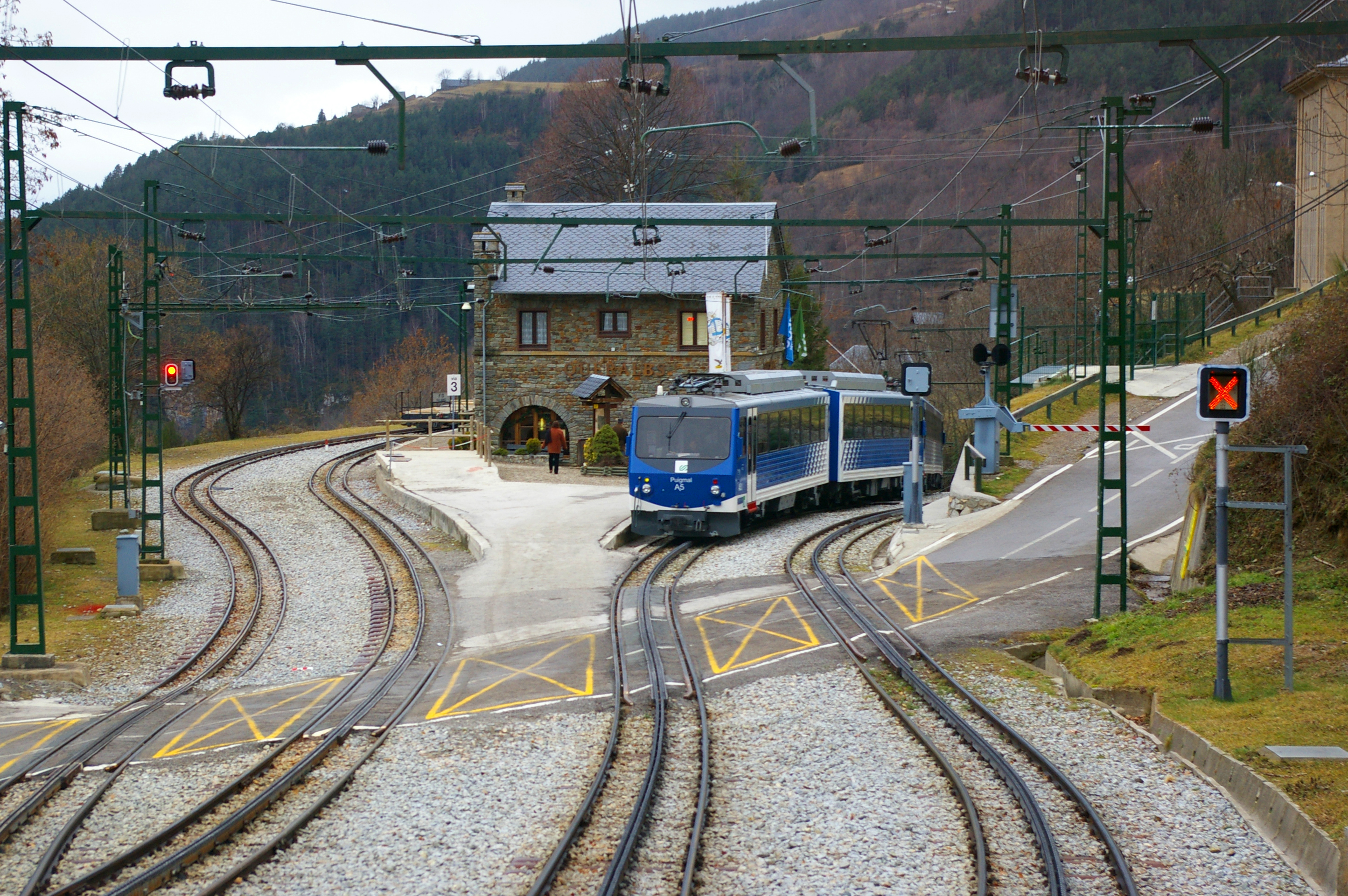
Estació de Queralbs

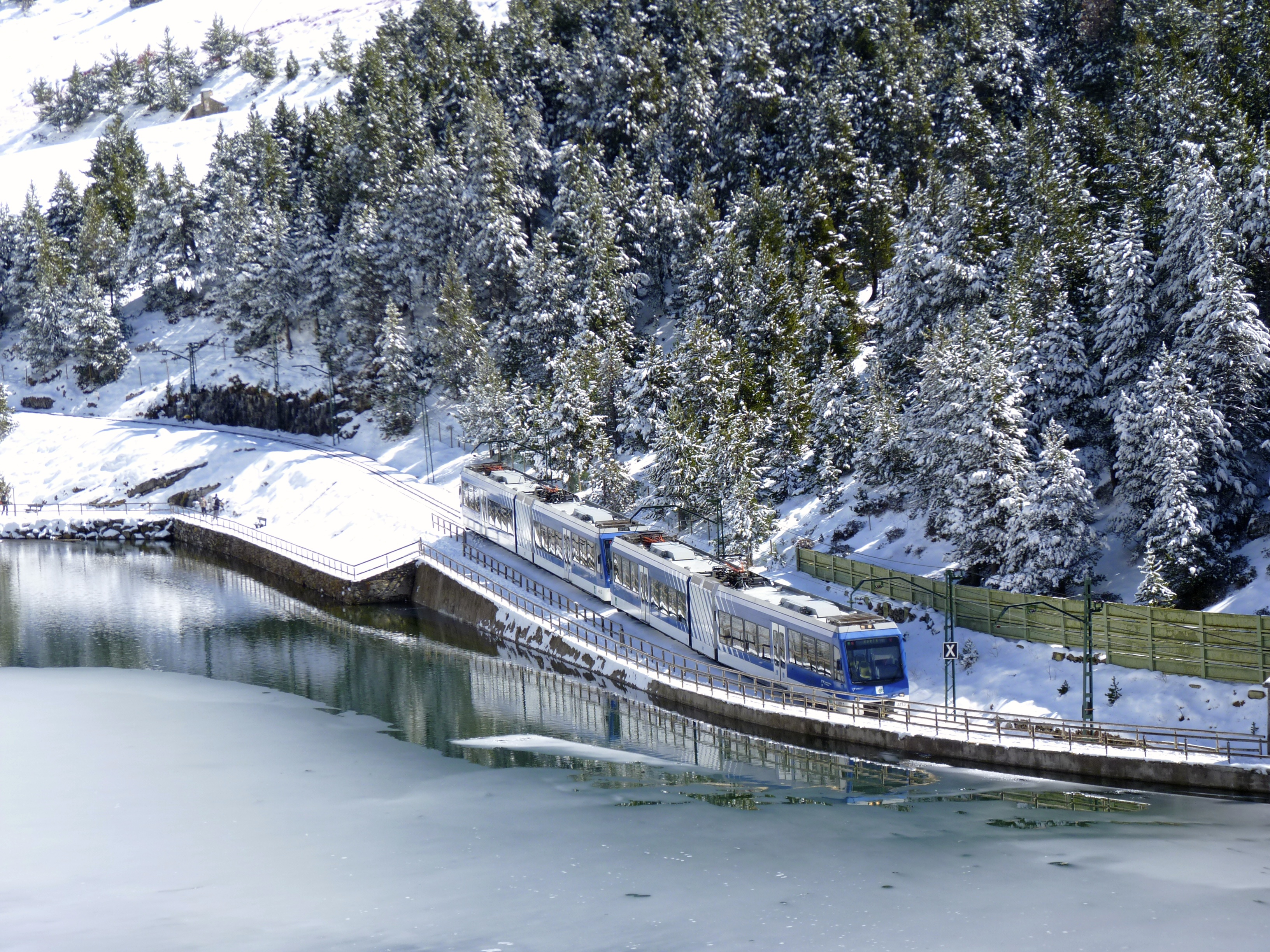
El cremallera al costat de l'embassament de Núria.

## Història
A principis del segle XX es registrà un important increment de visitants al santuari que, a més, es va veure consolidat per la irrupció dels esports d'hivern. L'únic accés al santuari suposava una durada de 3-4 hores a peu per un camí de fort desnivell des de Queralbs, situació que es complicava durant els mesos d'hivern amb la neu i el gel. El 1917, per primera vegada, es planteja la necessitat de construir una carretera o línia de ferrocarril.
L'arribada del ferrocarril a Ribes de Freser el 1919 en el marc de la construcció del Transpirinenc entre Ripoll, Puigcerdà i Acs i la implicació de la companyia Ferrocarrils de Grans Pendents que explotava el Cremallera de Montserrat dona la empenta definitiva al projecte.
L'any 1927 la societat va rebre la llicencia i les obres per a construir la línia del cremallera van començar el 24 de maig de 1928. Tot i que es calcula que en la construcció hi van participar uns vuit-cents homes, la magnitud d'aquesta obra feu que, en determinats moments, se superés el miler de treballadors. La construcció de la via, juntament amb els túnels i els ponts necessaris, es va iniciar simultàniament a Núria i a Ribes. Els rails, que no es van començar a instal·lar fins a principis de l'any 1930, es van posar en sentit ascendent. D'aquesta manera, les locomotores que provarien el bon resultat de les obres també podrien traslladar treballadors i material. El 30 de desembre de 1930 es va fer un primer viatge de prova amb una locomotora de vapor que venia de Montserrat i que va arribar per primera vegada al santuari de Núria.
La línia va ser inaugurada el 22 de març de 1931 a càrrec de la companyia FMGP (Ferrocarrils de Muntanya de Grans Pendents) i ha funcionat des del principi amb electricitat.
Les males condicions polítiques de l'època no resultarien gens beneficioses de cara a l'explotació de la línia: la II República Espanyola fent aigües, la crisi econòmica, la Guerra Civil i la postguerra, acabaren per decidir el futur d'aquesta línia. A més, hi cal afegir que algunes inundacions van crear greus desperfectes que tardarien alguns anys a ser reparats.
A partir dels anys seixanta, amb el boom turístic arreu de l'estat (afegit que l'únic transport que permetia i permet accedir a Vall de Núria és el ferrocarril), la situació de la línia va començar a millorar. Però aquesta nova situació arribava tard; les instal·lacions de la línia havien quedat significativament deteriorades pel pas del temps, i requerien una renovació integral que la companyia no podia assumir. Aquesta situació va quedar resolta amb la intervenció de la Generalitat de Catalunya. Fou així com l'any 1982 esdevingué accionista principal de la línia.
Finalment, el 2 de gener de 1984 la titularitat d'aquesta infraestructura va ser traspassada a la Generalitat de Catalunya, a través de la seva operadora Ferrocarrils de la Generalitat de Catalunya. Fou llavors quan s'inicià un ambiciós programa de remodelació que incloïa la renovació de la major part de les vies i catenària, l'adquisició de nous trens automotors a partir de l'any 1985, i la modernització de les pistes d'esquí de Vall de Núria.
El 2008 s'inaugurà un nou túnel, Roc del Dui, entre la Corba Roca Oratori i Fontalba després de 3 anys d'obres, de doble via,  que va suposar una millora del traçat anterior per l'exterior. El mateix any, es va construir a Ribes-Enllaç una marquesina amb plaques fotovoltaiques que cobreix les vies de l'estació, que anteriorment se situaven a l'aire lliure. També s'hi construïren unes noves cotxeres. El 2011 s'eliminà el pas a nivell de l'estació de Queralbs amb un nou pas inferior per a vehicles i vianants que va permetre millorar la configuració de les vies de l'estació i l'explotació de la línia. En 2015 es van iniciar obres de renovació de les vies consistents en substitució del carril, travesses, balast i millora de canalitzacions i desguàs.

## Infraestructura
El recorregut és de 12,5 quilòmetres, sobre via d'ample mètric (1000 mm), i supera un desnivell de 1059 metres. Els primers 5,5 quilòmetres funcionen mitjançant el sistema de rails tradicional i la resta, com un tren cremallera central de sistema Abt, que supera una rampa màxima del 15%.
El túnel del Roc del Dui té una llargària d'entre 1300 i 1400 metres i en via doble, amb l'objectiu de millorar la seguretat dels trens, tot eliminant el tram existent per l'exterior, que voreja la vall en un traçat especialment sinuós i propens a esllavissades com les que l'any 2003 van obligar a interrompre la circulació dels trens.
Finalment, el 2 de novembre de 2008, coincidint amb el mes que la Vall de Núria tancava les seves portes a fi de preparar les instal·lacions de cara a la temporada d'hivern, va baixar de Núria fins a Ribes-Vila l'últim tren Cremallera en servei comercial per l'exterior del Túnel del Roc del Dui. El 27 de novembre de 2008 es van reobrir les instal·lacions al públic, fet que comportà que el Cremallera ja es fes el recorregut per l'interior del túnel.

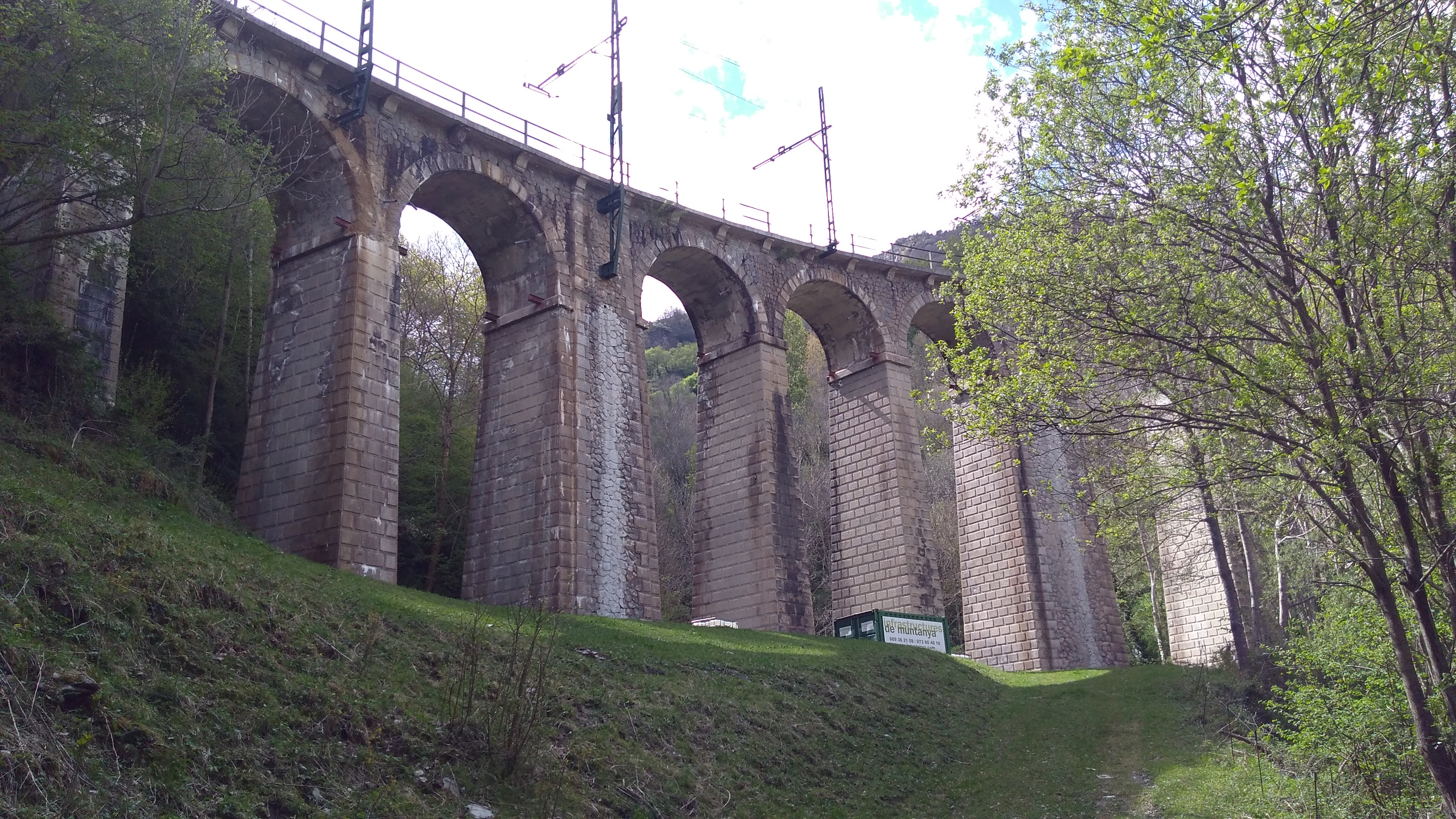
Viaducte de Tosa
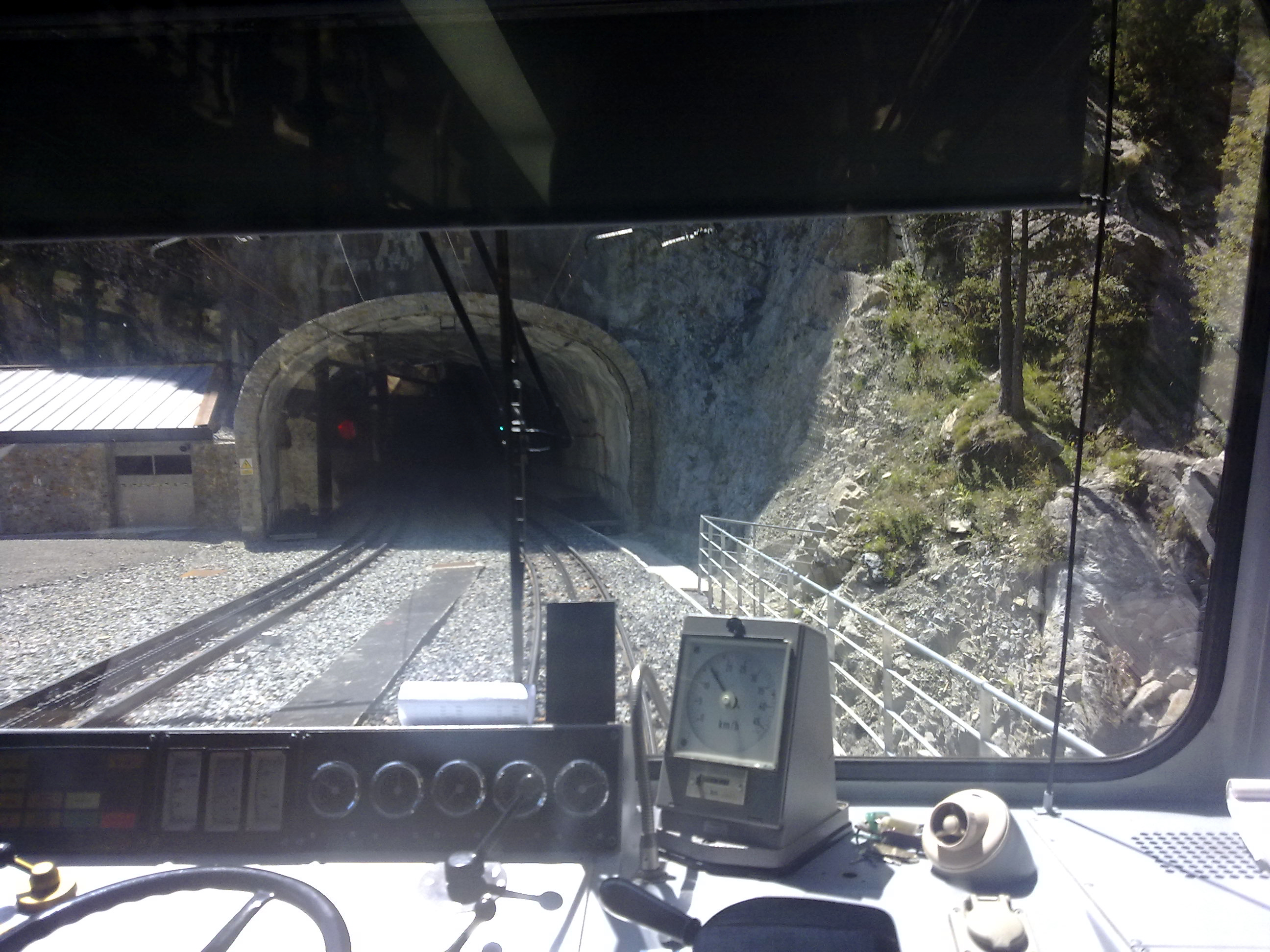
Tunel Roc del Dui.jpg
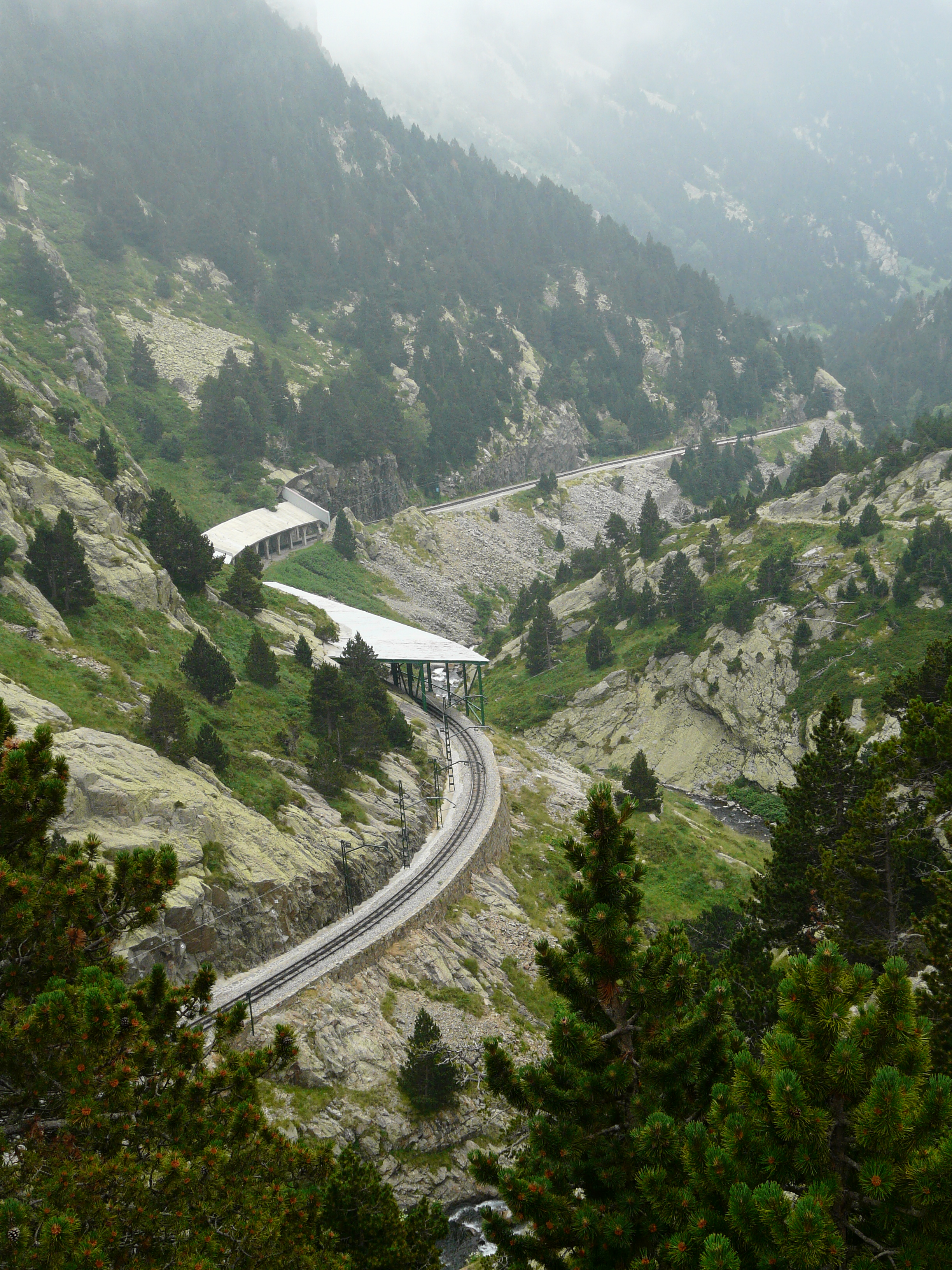
Protector d'esllavissades i allaus
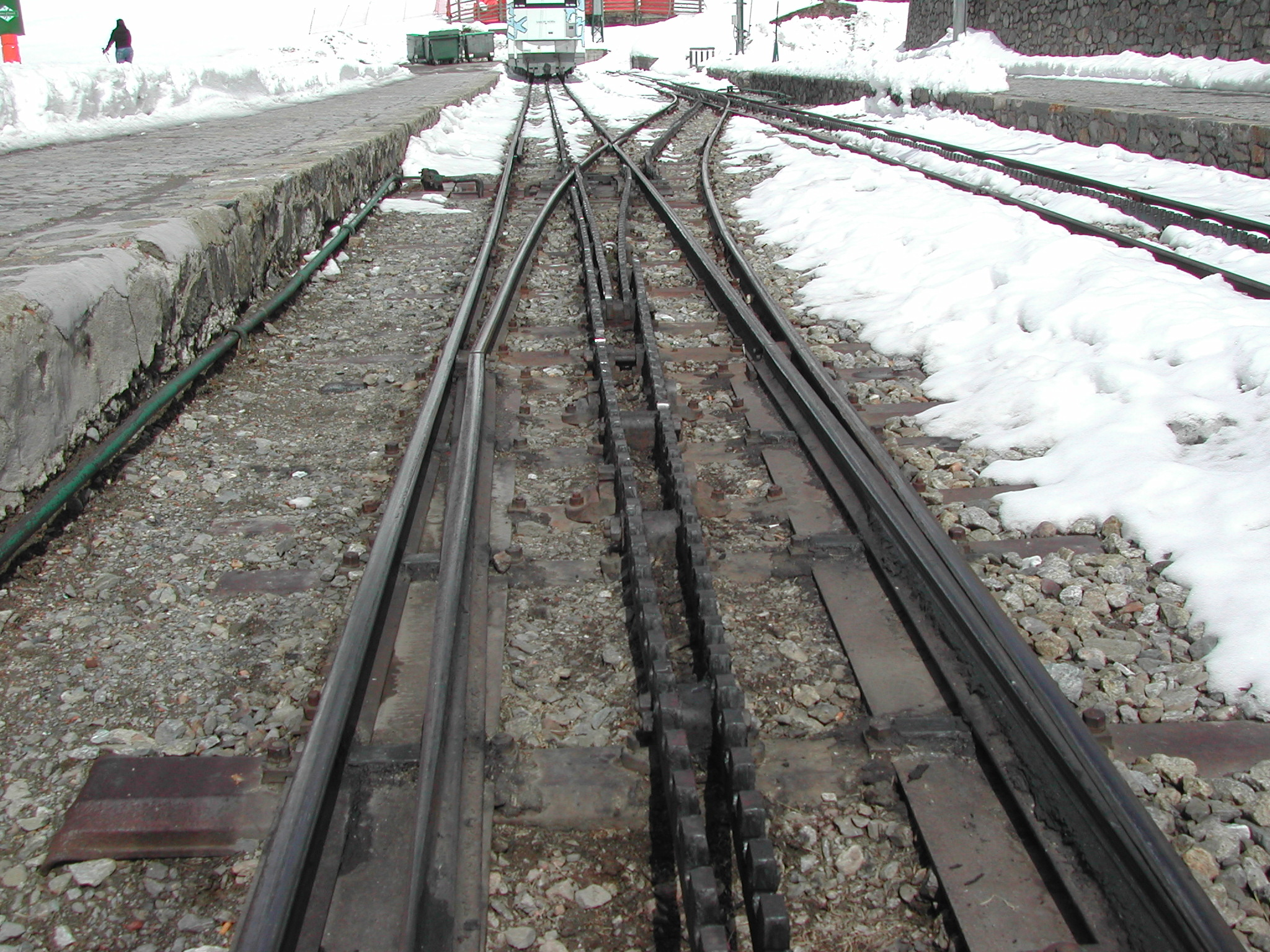
Via estreta de 1000mm amb cremallera abt.

## Material mòbil
Tres generacions de trens encara conviuen a la línia.

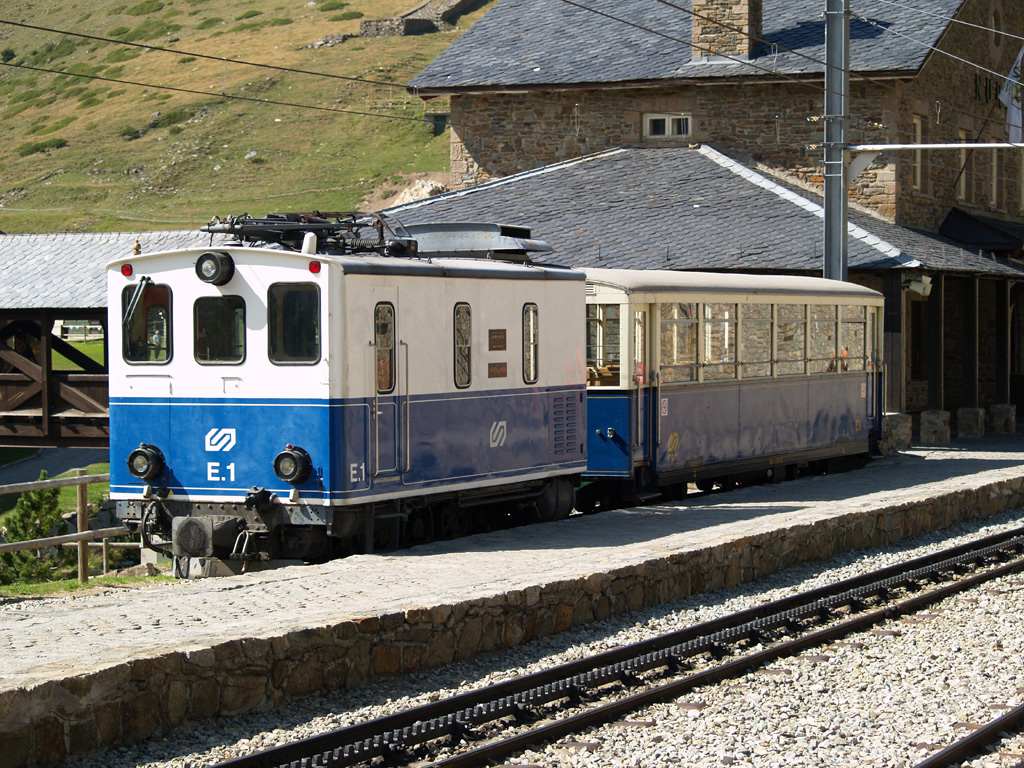
Veterana composició formada per la màquina E1 i el cotxe 21 estacionats a la via 3 de l'estació de Núria. Durant els últims anys, feia la funció de tren d'emergència però, segons la normativa actual de seguretat, aquest tren no està homologat per circular amb viatgers entre Núria i Queralbs.

La primera estava formada per quatre locomotores elèctriques de sis rodes, construïdes per SLM i BBC el 1930/31,  enumerades E1-E2-E3-E4, i 15 vagons convencionals Vereinigte Westdeutsche Waggonfabrik A.G. de Köln-Deutz, a raó de dos bogis per vagó, amb dos eixos per bogi. També és d'aquella mateixa època el cotxe saló Aaffw-51 que, entre altres personalitats, va transportar els membres de la ponència de l'Estatut de Núria. Aquest vagó es troba actualment a l'exposició del Cremallera de Núria, a les cotxeres de l'estació de Ribes-Vila, però continua en servei de cara a viatges especials i casaments.

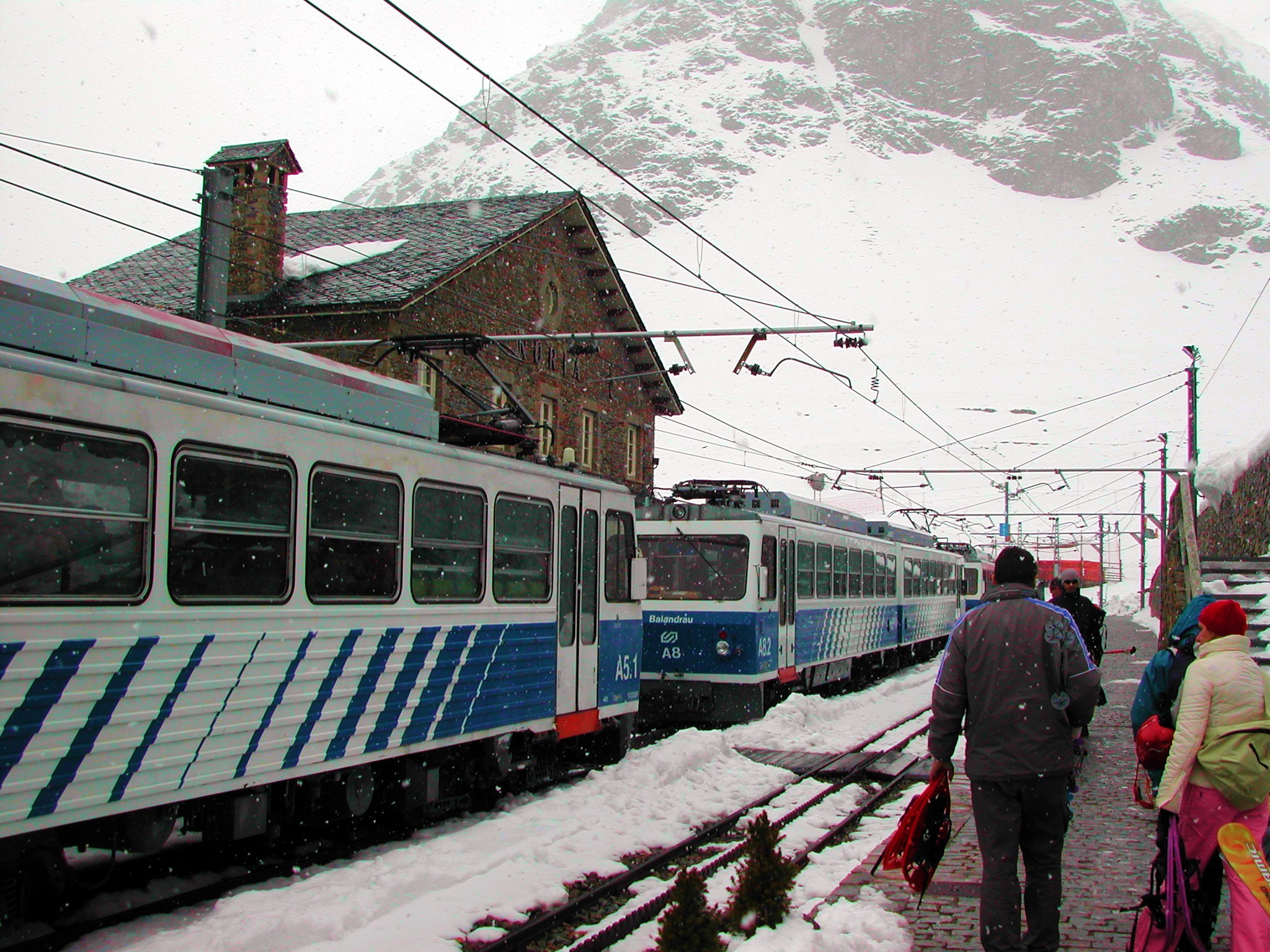
Dos trens automotors Beh 4/8 aturats a l'estació de Núria, abans de ser reformats.

La segona generació parteix de l'any 1985, quan es van adquirir quatre automotors elèctrics de dos vagons, construïts per SLM i BBC, del tipus Beh 4/8 i enumerats respectivament com a A5-A6-A7-A8. Des de l'arribada d'aquestes noves unitats i fins a l'any 2002, era habitual de veure en el Cremallera de Núria aquests automotors remolcant vagons convencionals de primera generació com a reforç. Actualment aquests vagons ja no presten servei comercial; en alguns casos van ser transformats en vagons de serveis de manteniments i mercaderies tant per a la línia de Núria, com la de Montserrat, i en altres casos resten preservats o en servei com a trens de socors o de circulacions especials (juntament amb el cotxe saló).
La darrera generació correspon a dos automotors articulats de pis baix de tipus Stadler GTW, construïts per l'empresa suïssa Stadler Rail el 2003, enumerats A10-A11. Aquests automotors van ser adquirits per FGC al mateix temps que les unitats del mateix model, que es van encarregar per a la línia del Cremallera de Montserrat.
Actualment, de les quatre locomotores originals, la E1 continua en servei, modernitzada, a la línia del Cremallera de Núria; la E4, també modernitzada, es troba prestant serveis de manteniment en el Cremallera de Montserrat; la E2 i la E3 es troben retirades i preservades a les exposicions dels cremalleres de Monistrol de Montserrat, i Ribes de Freser respectivament.
Entre l'any 2007 i 2008, els quatre automotors Beh 4/8 han estat reformats, suprimint-ne les finestres abatibles i renovant tot el seu interiorisme, per modernitzar-los en la línia dels més recents automotors Stadler A10 i A11.
El Cremallera de Núria també disposa de diversos vagons de mercaderies, plataformes, i d'obres diverses i de dues locomotores dièsel-elèctriques; la DM6, construïda per Stadler, i la D9, construïda pel consorci creat a partir de la mateixa Stadler, juntament amb SLM, ABB i Daimler-Benz. S'encarreguen de diversos serveis de mercaderies, manteniment i viatges especials. En el cas de la D9, a l'hivern també s'encarrega de remolcar la màquina llevaneu-exploradora L09, donat que aquesta última no té tracció pròpia.
L'any 2008, FGC va adquirir per aquesta línia dos cotxes convencionals de segona mà, procedents de la companyia suïssa Matterhorn Gotthard Bahn (MGB) i coneguts com a "Sport Wagen". Aquests dos cotxes s'afegeixen a la flota de cotxes de reforç i viatges especials i han mantingut els seus números originals del MGB: B 4244 i B 4245. Mantenen els colors originals de la companyia d'on provenen i, en cas que calgui utilitzar-los, són remolcats per la locomotora DM6. També poden anar remolcats per les unitats automotors de segona generació, però fins ara s'ha descartat aquesta opció per qüestions de maniobres.
L'any 2017 es va signar un contracte amb Stadler Rail AG per a l'adquisició de dos nous remolcs intermedis per intercalar-los entre dos cotxes motors dels automotors A5-A8, de pis baix per garantir una accessibilitat universal, i amb aire condicionat. El contracte també inclou la reforma dels dos automotors, amb equips d'aire condicionat, així com l'adquisició d'una nova locomotora dual electro-dièsel i dos cotxes de viatgers reformats, adquirits de segona mà al ferrocarril suís MGB. El primer remolc intermedi de nova construcció, numerat AR5, va arribar a Ribes Enllaç, procedent de Suïssa, el dia 21 de juny de 2019.

### Material en servei
Material en servei al Cremallera de Núria a l'agost de 2019.
| Imatge | Sèrie       | Quantitat | Números                                            | Anys construcció  | Fabricants                              | Observacions |
| ------ | ----------- | --------- | -------------------------------------------------- | ----------------- | --------------------------------------- | --- |
|        | A5-A8       | 4         | A5.1-AR5-A5.2, A6.1-A6.2, A7.1-A7.2, A8.1-AR8-A8.2 | 1985, 1994 i 2019 | SLM, GEC Alsthom, BBC i Stadler Rail    | Dues UT en composició M-R-M i dues en composició M-M. |
|        | A10-A11     | 1         | A11.1-A11-A11.2                                    | 2003              | Stadler Rail                            | Tipus GTW 2/6 de Stadler, en composició Rc-M-Rc. És previst el trasllat definitiu dels dos automotors al Cremallera de Montserrat. L'A10 va ser traslladat a Montserrat el febrer de 2020. |
|        | DM6         | 1         | DM6                                                | 2004              | Stadler Rail                            | Locomotora dièsel per a trens de treballs i reforços del servei de viatgers. Prové del cremallera de Montserrat (d'aquí la M al número de sèrie).                                          |
|        | H12         | 1         | H12                                                | 2019              | Stadler Rail                            | Locomotora dual (electro-dièsel) per a trens de reforç de viatgers, de mercaderies i de treballs.                                                                                          |
|        | L09         | 1         | L09                                                | 1995              | Stadler Rail                            | Màquina llevaneus no automotora. |
|        | C27-C28     | 2         | C27 i C28                                          | 1949 (2008)       | SWS Schlieren                           | Cotxes de viatgers adquirits de segona mà el 2008 al ferrocarril suís Matterhorn Gotthard Bahn (MGB), per a serveis de reforç i rescat. Al 2024 s'ha decidit deixar-les fora de servei.    |
|        | 2273 i 2275 | 2         | 2273 i 2275                                        | 1963 (2019)       | SIG                                     | Cotxes de viatgers adquirits de segona mà el 2019 al ferrocarril suís Matterhorn Gotthard Bahn (MGB), per formar una composició reversible amb la locomotora H12.                          |
|        | 01 i 28     | 2         | 01 i 28                                            | 1929              | Vereignite Westdeutsche Waggonfabrik AG | Furgons per al transport de queviures i materials a Núria, reconstruïts a partir de cotxes de la sèrie 1-51 el 1987 per Tallers Rocafort.                                                  |
|        | P25-P26     | 2         | P25 i P26                                          | 1965 (2005)       | Josef Mayer/Sarquella                   | Furgons refrigerats per al transport de queviures i materials a Núria, construïts a partir d'antics vagons del ferrocarril suís Matterhorn Gotthard Bahn el 2005.                          |

### Material antic, fora de servei
Material rodant que va circular al Cremallera de Núria en el passat.
| Imatge | Sèrie | Quantitat | Números                                            | Anys construcció | Anys de baixa | Fabricants                              | Observacions |
| ------ | ----- | --------- | -------------------------------------------------- | ---------------- | ------------- | --------------------------------------- | --- |
|        | E1-E4 | 4         | E1 a E4                                            | 1930             | 2009          | SLM, BBC                                | Locomotores elèctriques originals de la inauguració del ferrocarril.                                               |
|        | 1-51  | 15        | Affw 1 i 2, ABffw 11 i 12, Bffw 21 a 30 i Aaffw 51 | 1929-1930        | 2012          | Vereignite Westdeutsche Waggonfabrik AG | Cotxes de viatgers originals de la inauguració del ferrocarril, alguns dels quals transformats i encara en servei. |
|        | 364   | 1         | 364.01                                             | 1930             | 2004?         | SLM, BBC                                | Màquina llevaneus no automotora. Caixa giratòria. Modernitzada per Talleres Rocafort el 1987 amb caixa metàl·lica. |

## Cronologia
1924: L'empresa Ferrocarrils de Muntanya de Grans Pendents (FMGP) realitza el projecte de construcció del cremallera.
1926: El projecte del cremallera és aprovat per Reial Ordre.
1928: Comencen les obres de construcció.
1931: Inauguració de la línia.
1981: La Generalitat de Catalunya obté el control de FMGP.
1985: Arriben les nous automotors A5, A6, A7 i A8.
1986: La línia del cremallera s'integra als Ferrocarrils de la Generalitat de Catalunya.
2002: Arriben els nous automotors articulats Stadler.
2007: Comença la reforma integral dels automotors A5, A6, A7 i A8.
2008: Entra en servei el túnel Roc del Dui.
2011: S'elimina el pas a nivell a l'estació de Queralbs.